# Navajo Joe
Navajo Joe (släppt på bio i Sverige under titeln En Dollar Per Skalle) är en italiensk spaghetti-western-film från 1966 i regi av Sergio Corbucci, med Burt Reynolds, Aldo Sambrell, Nicoletta Machiavelli och Fernando Rey i rollerna.

## Rollista
| Burt Reynolds         | – Navajo Joe                         |
| Aldo Sambrell         | – Mervyn 'Vee' Duncan - banditledare |
| Nicoletta Machiavelli | – Estella (Mrs. Lynnes hushållerska) |
| Fernando Rey          | – Father Rattigan                    |
| Tanya Lopert          | – Maria                              |
| Franca Polesello      | – Barbara                            |
| Lucia Modugno         | – Geraldine                          |
| Pierre Cressoy        | – Dr. Chester Lynne                  |

## Kuriosa
Filmen handlar om indianer, vilket är ytterst ovanligt i spaghetti-westernfilmer.